# 4868 Кнушевія
4868 Кнуше́вія (4868 Knushevia, 1989 UN2) — мала планета або астероїд відкритий 27 жовтня 1989 року та названий на честь Київського національного університету імені Тараса Шевченка.

## Історія відкриття
4868 Кнушевія була відкрита відомим американським астрономом Елеанор Хелін (відкрила 9 комет і 438 астероїдів) 27 жовтня 1989 року у Паломарській обсерваторії.
Спочатку ця планета одержала попередній номер 1989 UN2. На початку 2002 року Комісія по найменуванню малих планет Сонячної системи Міжнародного Астрономічного Союзу на чолі з її Головою професором Браєном Марсденом за пропозицією відкривача доктора Елеанор Хелін і професора КНУ К. І. Чурюмова присвоїла малій планеті № 4868 ім'я Кнушевія (Knushevia) на честь Київського національного університету імені Тараса Шевченка за видатний внесок університету в освіту, науку і культуру в Україні.
У 2004 році була визнана студентством Небесною музою Київського університету.

## Опис
Планета Кнушевія рухається майже коловою орбітою (ексцентриситет = 0,07) між Марсом і Юпітером з періодом 2,74 року. Найближчу точку своєї орбіти (перигелій) на відстані 273453840 км (1,83 а. о.) від Сонця минула 28 грудня 2010 р. Її діаметр становить близько 10 км і площа поверхні перебільшує 300 км². 30 жовтня 2009 р. — в день святкування 175-річчя Київського університету перебувала в сузір'ї Секстанта на відстаннях 311205400 км (2,08 а. о.) від Сонця і 348209708 км (2,33 а. о.) від Землі і мала 18,5 зоряну величину, тобто була в 100000 разів слабкіша за зорю на небі, видиму неозброєним оком.